# 2016年11月臺灣
| << | 2016年11月 （民國105年） | >> |    |    |    |    |
| \| 日 \| 一 \| 二 \| 三 \| 四 \| 五 \| 六 \| \| \| \| 1 \| 2 \| 3 \| 4 \| 5 \| \| 6 \| 7 \| 8 \| 9 \| 10 \| 11 \| 12 \| \| 13 \| 14 \| 15 \| 16 \| 17 \| 18 \| 19 \| \| 20 \| 21 \| 22 \| 23 \| 24 \| 25 \| 26 \| \| 27 \| 28 \| 29 \| 30 \| \| \| \| \| \| \| \| \| \| \| \| |                          |    |    |    |    |    |
| 臺灣新聞動態／維基新聞 |                          |    |    |    |    |    |
| 世界／中国大陆／臺灣 |                          |    |    |    |    |    |
| 日 | 一                       | 二 | 三 | 四 | 五 | 六 |
| |                          | 1  | 2  | 3  | 4  | 5  |
| 6 | 7                        | 8  | 9  | 10 | 11 | 12 |
| 13 | 14                       | 15 | 16 | 17 | 18 | 19 |
| 20 | 21                       | 22 | 23 | 24 | 25 | 26 |
| 27 | 28                       | 29 | 30 |    |    |    |
| |                          |    |    |    |    |    |

## 11月1日
- 2016年，國立清華大學與新竹教育大學的整併案獲得中華民國教育部審核通過[1]。其中原本新竹教育大學的部分改制為國立清華大學南大校區，並設有竹師教育學院和藝術學院。兩間學校在2016年11月1日正式合併為國立清華大學，並在106學年度開始合併招生。

## 11月3日
- 因應地價稅大幅調漲，上百名民眾齊聚臺中市政府前抗議。臺中市政府回應，正擬提案，議請財政部盡速「修改《土地稅法》等相關法令，調降地價稅累進稅率」，減輕制度變革對民眾的影響[2]。

- 總統府發布總統令，公布《就業服務法》第52條修正條文，取消外籍勞工「每三年就須出境一次」的限制，促外籍勞工不需額外再多付出仲介費，且對其受照顧家庭與其家庭成員來說亦是一項福音[3]。

- 臺北市政府都市發展局表示，鑒於公共安全考量，特委請臺北市建築師、土木技師和結構技師公會，將於11月7日起，針對「土壤液化高度潛勢區」及27處救災道路，選定屋齡達30年以上的老屋先進行勘驗作業，優先排定重慶南、北路與和平東、西路兩旁[4]。

## 11月4日
- 日前不當黨產處理委員會函請永豐銀行及臺灣銀行其凍結中國國民黨資金。國民黨為發薪，委託律師向臺北高等行政法院提出行政訴訟，要求銀行停止執行資金凍結事宜。法院審結判定，黨產會處分合法性有瑕疵、且與法不合，在裁定行政訴訟前，應停止執行資金凍結事宜[5][6]。

- 臺灣自來水公司第十二區管理處表示，新北市轄下鶯歌、三峽、樹林、五股等五區，預計本月5日停水一天以便執行「板新廠、板南站、尖山站、原水站，及三峽河抽水站高壓特高壓電氣設備檢驗」，預計影響約28萬戶[7]。

## 11月7日
- 行政院環境保護署空氣品質監測網同日上午9時顯示，全臺「PM2.5」（細懸浮微粒）因受擴散條件不良的影響，中部地區及雲、嘉、南地區危險指標均已達中至高等級，濃度等級已超過每立方米54微克以上[8]。

- 萬寶華（ManpowerGroup）同日發布「2016全球人才短缺調查結果」，結果顯示，臺灣有73%雇主顯示人才難尋，（全球排行第二名，僅次於日本的86%）。抽樣比例於全球42,000組訪談中，臺灣抽樣數佔1,005組。全球平均值為33%。其中，短缺之主因為「缺乏合適人選或無應徵者」（53%），較去年數據高出8%。在十大職缺排名裡，「業務代表」、「工程師」及「技術人員」為其前3名[9]。

## 11月8日
- 駐台北韓國代表部新任代表楊昌洙抵台履新之後，於該日訪問外交部、拜會該部亞東太平洋司司長陳文儀[10]。原任代表趙百相則於該月結束駐台任期、屆齡退休[11]。
- 菲律賓對台代表機構馬尼拉經濟文化辦事處（MECO）理事主席巴納佑（英语：Angelito Banayo）赴台，兼任台北辦事處處長（駐台代表）；前任駐台代表白熙禮轉任該辦事處資深顧問[12]。

## 11月10日
- 民主進步黨在創黨地點圓山大飯店舉辦30週年黨慶聯誼會「感謝有您 讓民主前進」，邀請逾160名創黨黨員重返圓山大飯店，總統兼民進黨主席蔡英文逐一頒贈感謝狀給創黨黨員並合影；但這場活動並非公開活動，民進黨事後發布新聞稿[13]。此舉引發不少事後知悉的民進黨支持者不滿，基層黨員批評，民進黨執政後就淪為「偷偷摸摸的執政黨」，中央黨部很多事（舉辦新住民歌唱比賽、台灣好政說明會等）都是交差了事、敷衍蔡英文[14]。

## 11月12日
- 行政院自本日起至14日連續三天主辦「日本食品輸臺公聽會」，在臺灣北、中、南、東部總計辦十場，但被質疑太倉促、不夠公開[15]。

## 11月13日
- 行政院農業委員會農糧署舉辦「日本食品輸臺公聽會」第八場。勞動人權協會執行長王娟萍率領民眾在場外抗議，質疑蔡英文政府與民進黨反核但不反核災食品，要求蔡英文政府禁止開放進口日本核災食品[16]。

## 11月15日
- 2016工鬥連線在立法院舉辦「七天假民間公聽會」，主張中小企業並非如蔡英文所說無法承受勞工七天國定假日。世新大學教授陳政亮諷刺，有些人批評保留勞工七天國定假日是紀念威權統治時代，依此思維，新臺幣十元硬幣、新臺幣一百元鈔票都應該丟掉[17]。

## 11月16日
- 立法院《勞動基準法》修正案公聽會下午場，由民主進步黨立法院黨團推薦的中華民國工業區廠商聯合會副總會長任水柳說，勞工七天國定假日被砍的問題，如今統一有週休二日（單週40工時），比2015年多了13天假，就算扣掉7天還是能讓勞工休6天；「如果那7天假真的一定要休到，現在少子化，不如挪移到喪假」。但接著發言的台灣電子電機資訊產業工會秘書長林名哲駁斥，婚喪例假的調整只是一般法規命令，只要行政部門修改就可調整，只是勞動部不做而已[18]。

## 11月17日
- 日本《產經新聞》以頭版、國際版共兩頁篇幅刊登前總統李登輝專訪，李登輝首度批評蔡英文政府兩岸政策[19]。李登輝還說，蔡英文的支持度只剩下35%，「恐怕還會繼續往下掉吧」[20]。但总统府发言人黃重諺称，台湾媒体的报导与李登辉的实际语意有差别[21]。
- 立法院初審民法有關婚姻平權修正案，受迫於反同婚團體包圍與中國國民黨立委反對下，宣布將於24日、28日召開公聽會。[22]

## 11月19日
- 壹電視最新民調，蔡英文施政滿意度40.3%、不滿意度46.6%，行政院長林全施政滿意度35.3%、不滿意度49.1%，媒體稱之「死亡交叉」[23]。
- 時代力量於高雄市三民區延慶街成立「高雄黨部」，時代力量秘書長陳惠敏出任高雄黨部首任主任委員。時代力量黨主席黃國昌說，時代力量將在高雄市議員各選區至少推出1人參選，也會考慮推出里長參選人。民主進步黨高雄市黨部主任委員黃彥毓說，民進黨和基進黨、時代力量、台灣團結聯盟等「本土政黨」都保有合作空間[24]。

## 11月21日
- 復興航空發布聲明，本月22日停航一天並召開臨時董事會，並於會後向社會大眾說明[25]。復興航空發言人劉忠繼說，未來走向一切視臨時董事會的決定，目前資產大於負債，不會聲請破產[26]。財團法人中華民國證券櫃檯買賣中心公告，復興航空上櫃轉換公司債自本月22日起暫停交易，復興航空將於重大訊息公布後再申請恢復交易[27]。
- 總統府公布修訂《總統府司法改革國是會議籌備委員會設置要點》第3點、公布「司法改革國是會議籌備委員會」委員名單，委員人數17人：（召集人）總統蔡英文、（副召集人）中央研究院社會學研究所兼任研究員瞿海源、（副召集人）司法院院長許宗力、法務部部長邱太三、（2016年內湖隨機殺人事件死者小燈泡之母）犯罪被害人家屬王婉諭、東吳大學兼任教授李念祖、中華民國聽障人協會顧問李振輝、城邦媒體集團首席執行長何飛鵬、中央研究院法律學研究所所長林子儀、台灣再生能源推動聯盟理事長高茹萍、前司法院大法官許玉秀、《今周刊》社長梁永煌、東吳大學政治學系教授兼人文社會學院院長黃秀端、國立政治大學法律學系教授楊雲驊、臺灣期貨交易所董事長劉連煜、東吳大學政治學系副教授暨國際透明組織臺灣總會常務監事蔡秀涓、法律扶助基金會董事長羅秉成[28]。
- 2016年世界自由式輪滑錦標賽於泰國曼谷閉幕，中華台北自由式輪滑代表隊的「速樁競賽」勇奪1金2銀2銅。其中羅珮瑜與陳貝怡（嘉義家職高二學生）各自取得1金與1銀的成績，而羅珮瑜再次以（5.129秒）刷新原世界女子賽事（2016年初，5.290秒）紀錄。[29][30]
- 高雄市議員鄭新助、蕭永達號召前總統陳水扁的死忠支持者在高雄市議會外抗議，要求蔡英文特赦陳水扁與前交通部部長郭瑤琪，還說將在高雄市議會正式提案請泛綠議員支持連署要求蔡英文特赦陳水扁與郭瑤琪，否則他們將在2018年九合一選舉讓“未連署議員”落選[31]。

## 11月22日

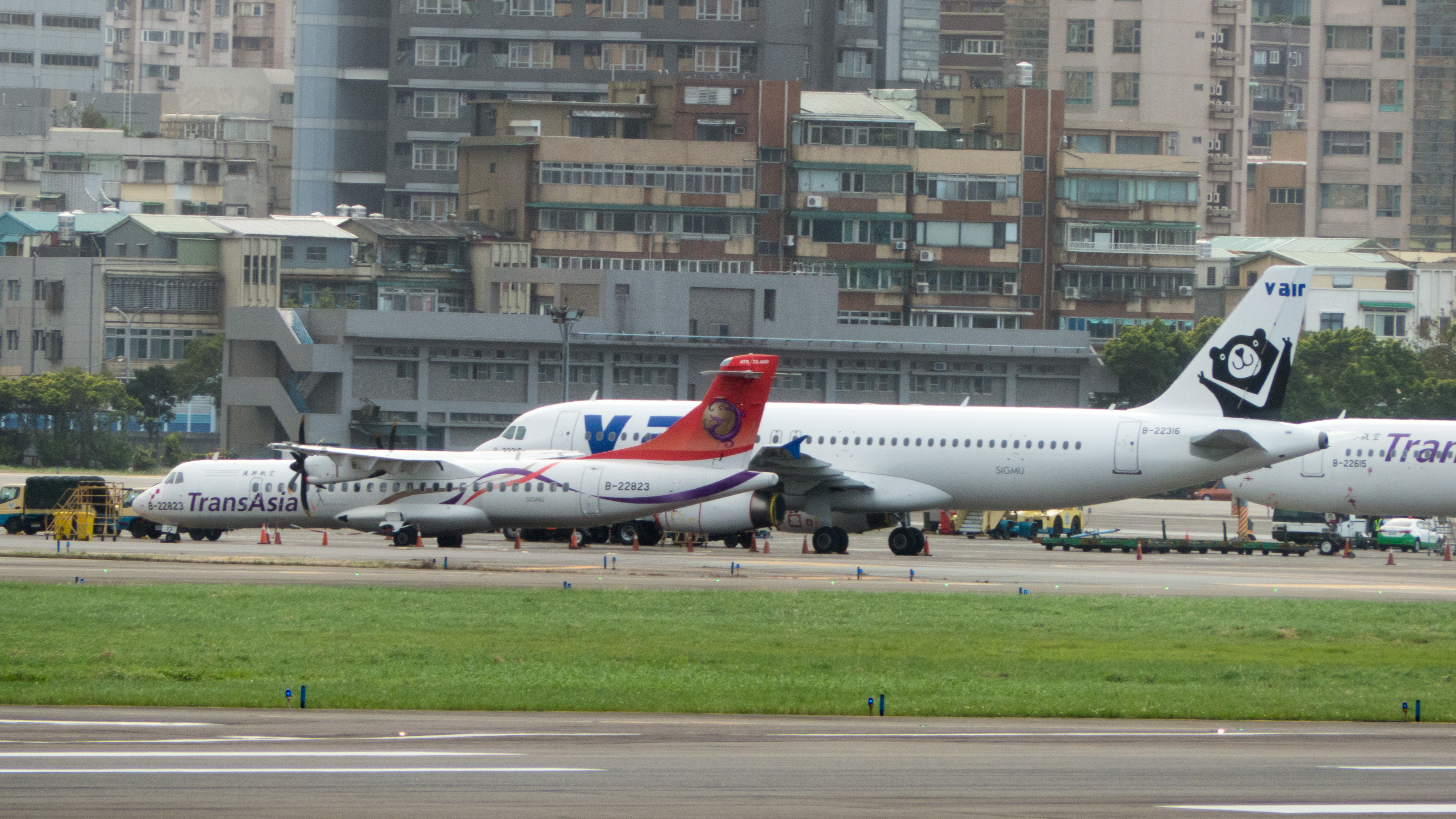
復航宣布停航解散後，停放臺北松山機場的機隊（2016年11月24日）。

- 復興航空召開臨時董事會後，達成共識在「全面停航」之後，再發布解散公司之決定。不少復興航空員工都是藉由媒體報導訊息，才知曉自身已失業。金門航空站統計數據顯示，復興航空佔離島航班比例為「金門-台北」航線約10%、「金門-高雄」航線約20%，「金門-澎湖」航線則為興航獨家營運。當停飛，則無他家航空公司可資頂替。[32][33][34]

## 11月23日
- 行政院下午發布，自12月1日開始，將由華航協助，依據《民用航空法》第59、60條接手復興航空航線。預計接手包含國際公共航線及臺灣境內的花東、離島等部份航線（金門往來澎湖航線除外）。原因為此二處之間航程過短，華航無適當機型可介入，且此航線隸屬包機型態，目前暫由立榮航空評估，視需求轉提供服務。金門縣政府同日晚間表示，政府航權考量應以離島交通運輸為優先。澎湖縣政府籲請政府，儘速安排他家航空公司接手運務。由於復興航空例常運務已佔澎湖空中航線40%，是班次運能最多的航空公司，當宣布停航及解散，此輸運缺口急待補足。[35][36][37]
- 臺北市政府捷運工程局表示，臺北捷運萬大線土建工程CQ840區段標（工程範圍全長1.6公里，自中正紀念堂站至萬大路與長泰街口LG04站）已順利決標，預計2017年2月開工，工期預計8年。[38]
- 工研院智慧機械科技中心於「2016台灣國際工具機展」展場中，推出最新研發航太級五軸加工機的「五軸精微加工中心控制器」，及「高精度兩軸旋轉主軸頭」等關鍵零組件。中心主任陳來勝於展場中表示，臺灣航太產業是以維修市場為業務大宗，年度總產值逐年增長。2015年業績（產值已達新台幣915億元）較2014年成長5.1%。[39]
- 臺北市政府都市發展局下午舉辦「西區門戶計畫─具歷史意象之延平南路行人徒步空間記者會」，預計先行改善延平南路旁的人行道，改善後的展望為「以北門為主軸，連結華陰街、西門町及沅陵街徒步區，而延平南路北側，自北門起，接續撫台街洋樓區塊一直連到中山堂區塊止，此段路線，將是西區門戶中最具特色的主軸線，重塑出人性化徒步空間，改善總體視覺環境，並串聯出各個古蹟區塊，形成一整體、具包容與流動性的公眾休憩空間。」[40]
- 日本第49屆的「全日本錦標賽（49th Annual ALL JAPAN CHAMPIONSHIP 2016）」11月17日，於兵庫縣進行7天的賽事。同日進行冠軍戰，男子組，臺灣選手柯秉逸以11比3擊敗菲律賓選手魯納（Jeffrey De Luna）取得冠軍。女子組賽事，臺灣選手陳禾耘以9比8擊敗日本選手河原千尋取得冠軍，總計各自可領取冠軍獎金1萬7,780美元。[41]

## 11月24日
- 臺北市政府正式動工拆除建成圓環，未來將改建為綠地廣場。臺北市長柯文哲受訪表示，「歷史一直在往前走，有些將成為記憶。」[42][43][44]

## 11月27日
- 秋鬥定點集結54個團體於民進黨中央黨部所在的華山商業大樓前[45]，分為「移工與移民」、「土地迫遷」、「教育與勞動」、「性／別」、「能源與食品安全」、「勞工過勞與工時」六大主題，各團體提出各自的訴求並批判民進黨未兌現承諾；最後，各團體集體戳破民進黨的「假轉型」，並將「詐騙集團」匾額送給民進黨，表達對民進黨執政的不滿[46]。

## 11月28日
- 台灣民意基金會發布「蔡政府上台半年的民意反應」全國性民調，蔡英文的支持度41.4%、不支持者42.6%，是蔡英文在該會民調中首次出現死亡交叉[47]。該會董事長游盈隆說，蔡英文的民調已是「空前最低」，蔡英文已經出現「領導、權威危機」[48]。

## 11月30日
- 星座專家薇薇安之父、聲寶公司總經理陳連春發表聲明，證實薇薇安於同日病逝[49]。